# Schoonspringen op de Olympische Zomerspelen 2012 – tienmetertoren vrouwen
Het schoonspringen op de tienmetertoren voor vrouwen tijdens de Olympische Zomerspelen 2012 vond plaats op woensdag 8 en donderdag 9 augustus 2012.

## Uitslag
| Rang   | Naam                 | Land | Voorronde | Voorronde | Halve finale  | Halve finale  | Finale        | Finale        | Finale        | Finale        | Finale        | Finale        | Finale        |
| Rang   | Naam                 | Land | Punten    | Rang      | Punten        | Rang          | 1             | 2             | 3             | 4             | 5             | Punten        | Rang          |
| ------ | -------------------- | ---- | --------- | --------- | ------------- | ------------- | ------------- | ------------- | ------------- | ------------- | ------------- | ------------- | ------------- |
| Goud   | Chen Ruolin          | CHN  | 392.35    | 1         | 407.25        | 1             | 85.50         | 84.80         | 86.40         | 79.20         | 86.40         | 422.30        | 1             |
| Zilver | Brittany Broben      | AUS  | 339.80    | 4         | 359.55        | 3             | 60.75         | 83.20         | 83.20         | 57.75         | 81.60         | 366.50        | 2             |
| Brons  | Pandelela Rinong     | MAS  | 349.00    | 2         | 352.50        | 5             | 58.50         | 78.30         | 64.00         | 81.60         | 76.80         | 359.20        | 3             |
| 4      | Melissa Wu           | AUS  | 337.90    | 5         | 355.60        | 4             | 78.00         | 72.00         | 56.10         | 75.20         | 76.80         | 358.10        | 4             |
| 5      | Joelia Koltoenova    | RUS  | 334.80    | 7         | 351.90        | 6             | 72.85         | 61.05         | 72.00         | 78.40         | 73.60         | 357.90        | 5             |
| 6      | Paola Espinosa       | MEX  | 324.00    | 13        | 317.10        | 11            | 70.50         | 74.25         | 61.05         | 80.00         | 70.40         | 356.20        | 6             |
| 7      | Christin Steuer      | GER  | 341.75    | 3         | 339.90        | 7             | 60.20         | 76.80         | 62.40         | 73.95         | 78.00         | 351.35        | 7             |
| 8      | Noemi Batki          | ITA  | 324.20    | 12        | 325.45        | 10            | 76.50         | 65.25         | 72.00         | 68.80         | 67.50         | 350.05        | 8             |
| 9      | Hu Yadan             | CHN  | 337.85    | 6         | 328.25        | 9             | 54.00         | 43.20         | 76.80         | 89.10         | 86.40         | 349.50        | 9             |
| 10     | Roseline Filion      | CAN  | 314.85    | 17        | 329.60        | 8             | 63.00         | 75.90         | 67.20         | 72.60         | 70.40         | 349.10        | 10            |
| 11     | Meaghan Benfeito     | CAN  | 325.50    | 10        | 359.90        | 2             | 49.50         | 80.85         | 72.00         | 66.00         | 76.80         | 345.15        | 11            |
| 12     | Joelia Prokoptsjoek  | UKR  | 324.85    | 11        | 315.80        | 12            | 70.50         | 72.00         | 65.25         | 79.20         | 57.60         | 344.55        | 12            |
| 13     | Kim Un-hyang         | PRK  | 308.10    | 18        | 314.40        | 13            | Uitgeschakeld | Uitgeschakeld | Uitgeschakeld | Uitgeschakeld | Uitgeschakeld | Uitgeschakeld | Uitgeschakeld |
| 14     | Kim Jin-ok           | PRK  | 320.10    | 15        | 312.95        | 14            | Uitgeschakeld | Uitgeschakeld | Uitgeschakeld | Uitgeschakeld | Uitgeschakeld | Uitgeschakeld | Uitgeschakeld |
| 15     | Brittany Viola       | USA  | 322.55    | 14        | 300.50        | 15            | Uitgeschakeld | Uitgeschakeld | Uitgeschakeld | Uitgeschakeld | Uitgeschakeld | Uitgeschakeld | Uitgeschakeld |
| 16     | Katie Bell           | USA  | 326.95    | 9         | 296.80        | 16            | Uitgeschakeld | Uitgeschakeld | Uitgeschakeld | Uitgeschakeld | Uitgeschakeld | Uitgeschakeld | Uitgeschakeld |
| 17     | Maria Kurjo          | GER  | 319.65    | 16        | 264.45        | 17            | Uitgeschakeld | Uitgeschakeld | Uitgeschakeld | Uitgeschakeld | Uitgeschakeld | Uitgeschakeld | Uitgeschakeld |
| 18     | Mai Nakagawa         | JPN  | 327.65    | 8         | 260.05        | 18            | Uitgeschakeld | Uitgeschakeld | Uitgeschakeld | Uitgeschakeld | Uitgeschakeld | Uitgeschakeld | Uitgeschakeld |
| 19     | Monique Gladding     | GBR  | 301.45    | 19        | Uitgeschakeld | Uitgeschakeld | Uitgeschakeld | Uitgeschakeld | Uitgeschakeld | Uitgeschakeld | Uitgeschakeld | Uitgeschakeld | Uitgeschakeld |
| 20     | Stacie Powell        | GBR  | 287.30    | 20        | Uitgeschakeld | Uitgeschakeld | Uitgeschakeld | Uitgeschakeld | Uitgeschakeld | Uitgeschakeld | Uitgeschakeld | Uitgeschakeld | Uitgeschakeld |
| 21     | Carolina Mendoza     | MEX  | 286.95    | 21        | Uitgeschakeld | Uitgeschakeld | Uitgeschakeld | Uitgeschakeld | Uitgeschakeld | Uitgeschakeld | Uitgeschakeld | Uitgeschakeld | Uitgeschakeld |
| 22     | Traisy Vivien Tukiet | MAS  | 285.00    | 22        | Uitgeschakeld | Uitgeschakeld | Uitgeschakeld | Uitgeschakeld | Uitgeschakeld | Uitgeschakeld | Uitgeschakeld | Uitgeschakeld | Uitgeschakeld |
| 23     | Brenda Spaziani      | ITA  | 268.00    | 23        | Uitgeschakeld | Uitgeschakeld | Uitgeschakeld | Uitgeschakeld | Uitgeschakeld | Uitgeschakeld | Uitgeschakeld | Uitgeschakeld | Uitgeschakeld |
| 24     | Audrey Labeau        | FRA  | 261.05    | 24        | Uitgeschakeld | Uitgeschakeld | Uitgeschakeld | Uitgeschakeld | Uitgeschakeld | Uitgeschakeld | Uitgeschakeld | Uitgeschakeld | Uitgeschakeld |
| 25     | Annia Rivera         | CUB  | 233.95    | 25        | Uitgeschakeld | Uitgeschakeld | Uitgeschakeld | Uitgeschakeld | Uitgeschakeld | Uitgeschakeld | Uitgeschakeld | Uitgeschakeld | Uitgeschakeld |
| 26     | Kim Su-ji            | KOR  | 215.75    | 26        | Uitgeschakeld | Uitgeschakeld | Uitgeschakeld | Uitgeschakeld | Uitgeschakeld | Uitgeschakeld | Uitgeschakeld | Uitgeschakeld | Uitgeschakeld |